# Фрида Пинто
Фрида Селена Пинто (Мумбај, 18. октобар 1984) је индијска глумица и модел. Најпознатија је по улози Латике у филму Милионер са улице за чију улогу је награђена Наградом Удружења филмских глумаца за најбољу филмску поставу.

## Филмографија
| Улоге  |                          |               |               |          |
| Година | Српски назив             | Изворни назив | Улога         | Напомена |
| 2008.  | Милионер са улице        |               | Латика        |          |
| 2010.  |                          |               | Дија          |          |
| 2010.  |                          |               | Мирал         |          |
| 2011.  | Планета мајмуна: Почетак |               | Каролајн      |          |
| 2011.  |                          |               | Тришна        |          |
| 2011.  | Бесмртници               |               | Федра         |          |
| 2011.  |                          |               | принцеза Лала |          |
| 2020.  | Горштачка елегија        |               | Уша           |          |
| 2021.  | Провала                  |               | Мира          |          |